# Cerev Del
Cerev Del (cyr. Церев Дел) – wieś w Serbii, w okręgu pirockim, w mieście Pirot. W 2011 roku liczyła 11 mieszkańców.